# Brenesiella
Brenesiella — рід грибів. Назва вперше опублікована 1929 року.

## Класифікація
До роду Brenesiella відносять 1 вид:
- Brenesiella erythroxyli